# Saint-Amans-des-Cots
Saint-Amans-des-Cots è un comune francese di 795 abitanti situato nel dipartimento dell'Aveyron nella regione dell'Occitania.

## Società

### Evoluzione demografica
Abitanti censiti